# Torsten Haß
Torsten Haß (Neumünster, 21 november 1970), ook bekend onder het pseudoniem Kim Godal, is een Duits dichter, toneelschrijver, romanschrijver, schrijver en bibliothecaris. Hij schreef onder meer Bibliotheken für Dummies. Het boek is in oktober 2019 verschenen en twee keer herdrukt. Eind 2020 waren er bijna 60.000 boeken besteld. Het boek heeft meerdere recensies gekregen en wordt op universiteiten gebruikt als de
Universiteitsbibliotheek Tübingen, de
Universiteitsbibliotheek Bochum en de
Hogeschoolbibliotheek Bingen

## Boeken

### Non-fictie
- Bibliotheken für Dummies (2019); samen met Detlev-Schneider-Suderland
- Arbeitgebermarke Bibliothek mit k(l)einem Budget : eine Einführung mit Übungen (2021)
- Vahīṅ dekhiye : Festschrift für Hellmut Vogeler (1996); als redacteur
- Das Ende der Gemütlichkeit : Entwurf eines Fundraising-Konzepts für kleinere und mittlere Wissenschaftliche Bibliotheken  (2021)
- Dieses Buch ist für die Tonne : Einführung in den klassischen Zynismus (Kynismus) (2020); samen met Maximilian Spannbrucker
- Wohnriester und Erbbau : ein aktuelles Fallbeispiel (2021)

### Essays en boekbesprekingen
- Der Verlust der Magie : Essays, Polemiken, Satiren (2021)
- Die Rezensionen, Bd. A,1 (2021)
- Die Rezensionen, Bd. A,2 (2021)
- Die Rezensionen, Bd. A,3 (2021)
- Die Rezensionen, Bd. B,1 (2021)
- Die Rezensionen, Bd. B,2 (2021)

### Fictie

#### Romans, korte verhalen en novellen
- Das Kartenhaus : ein Betrugs-Roman (2002[8])
- Der König des Schreckens : ein Vatikan-Krimi (2013[8])
- Männchensache : Rechtsfälle zur Vorbereitung im Geschlechterkampf – Roman (2009[8])
- Morddeich : und andere Kurzprosa (2021)
- Die Schwarze Zeit : ein Mittelalter-Roman (2006[8])
- Die Schwarze Zeit II : Aphrodites Puppen – Roman (2007[8])
- Die Schwarze Zeit III : Metathronos – Roman (2008[8])
- Die Schwarze Zeit IV : Agonie – Roman (2009[8])
- Die Schwarze Zeit V : Staub – Roman (2010[8])
- Die Schwarze Zeit VI : Terra re-mota – Roman (2011[8])
- Totenmelodie : ein Kurpfalz-Krimi (2017[8])
- Totenquintett : ein Kurpfalz-Krimi (2018[8])
- Totentraum : ein Kurpfalz-Krimi (2019[8])

#### Toneelstukken
- En Nuit : Dramolett (2021)
- Omega oder Das Hochzeitsmahl : Drama (2020[8])
- Die Staatsschuld – In a State of Bonds : Drama (2003[8])

#### Poëzie
- Das Christkind taumelt betrunken im Wald, der Weihnachtsmann torkelt nicht minder : Winter- und Weihnachts-Gedichte (2020)
- Es wiehert der Gaul, es graset das Pferd. Es machte auch nichts, wär’s mal umgekehrt : Liebes-Gedichte und andere (2020)